# Malthodes nikitskyi
Malthodes nikitskyi là một loài bọ cánh cứng trong họ Cantharidae. Loài này được Kazantsev miêu tả khoa học năm 1995.